# Jerzy Niemczycki
Jerzy Marian Niemczycki vel Jerzy Orłowski ps. Janczar, Szydło (ur. 15 listopada 1918 w Działoszycach, zm. 7 września 2006 w Wauwatosa, w Stanach Zjednoczonych) – kapitan piechoty Polskich Sił Zbrojnych i Armii Krajowej, cichociemny.

## Życiorys
W 1939 ukończył z wynikiem bardzo dobrym Korpus Kadetów Nr 1 we Lwowie, gdzie uczył się od 1935 roku.
We wrześniu 1939 roku nie został zmobilizowany. Przekroczył granicę polsko-węgierską 19 września 1939 roku. W grudniu dotarł do Francji, gdzie został przydzielony do 2 Dywizji Strzelców Pieszych, a następnie skierowany do Szkoły Podoficerskiej. W czerwcu 1940 roku przedostał się do Wielkiej Brytanii, gdzie został przydzielony do 2 Batalionu Strzelców 1 Brygady Strzelców i Szkoły Podchorążych Piechoty.
Zgłosił się do służby w kraju. Po przeszkoleniu w dywersji został zaprzysiężony 4 sierpnia 1943 roku w Oddziale VI Sztabu Naczelnego Wodza i przeniesiony do Głównej Bazy Przerzutowej w Brindisi we Włoszech. Zrzutu dokonano w nocy z 14 na 15 kwietnia 1944 roku w ramach operacji „Weller 11” dowodzonej przez kpt. naw. Stanisława Daniela. Dostał przydział do Podokręgu Rzeszów AK na stanowisko instruktora dywersji. W nocy z 7 na 8 maja 1944 roku został przerzucony na „melinę” w Łęgu, gdzie znajdował się również magazyn broni. Był jednym z niewielu, którzy ocaleli z bitwy w obronie tego magazynu (zginęli w czasie tej bitwy inni cichociemni: Bronisław Kamiński, Włodzimierz Lech i Józef Wątróbski).
Do marca 1945 roku utrzymywał kontakty z Delegaturą Sił Zbrojnych na Kraj. Pod nazwiskiem konspiracyjnym zatrudnił się jako kierownik działu handlowego w Państwowej Centrali Handlowej w Kłodzku. W 1947 roku ujawnił się przez komisją amnestyjną. W 1948 roku przez zieloną granicę opuścił Polskę i zamieszkał we Francji. Został awansowany na kapitana. W 1957 roku przeniósł się do Stanów Zjednoczonych, gdzie mieszkał do końca życia.
Był autorem wspomnień pt. Jedyna szansa opublikowanych w książce Drogi cichociemnych... (wyd. I, II, III, Veritas, Londyn, 1954, 1961, 1972, Bellona, Warszawa, 1993, 2008).

## Awanse
- plutonowy podchorąży – 20 sierpnia 1942 roku
- podporucznik – ze starszeństwem z dniem 15 kwietnia 1944 roku
- porucznik –
- kapitan –

## Odznaczenia
- Krzyż Walecznych – czterokrotnie.

## Życie rodzinne
Był synem Tadeusza i Ireny z domu Nowackiej. Ożenił się w 1963 roku z Barbarą Pyzik. Mieli córkę Ewę, zamężną Melenchuk.